# Collimator
Een collimator is een systeem dat een evenwijdige stralenbundel vormt (als van een oneindig verre stralingsbron).

## Collimator voor zichtbaar licht
In het eenvoudigste geval bestaat een optische collimator uit een kleine diafragmaopening en een lens, waarbij het brandpunt van de lens in het midden van de diafragmaopening ligt. De diafragmaopening wordt bestraald met licht en werkt als een bijna-puntvormige lichtbron, die door de lens in het oneindige wordt afgebeeld. Collimatoren worden veel gebruikt bij optische metingen in laboratoria.
Verwant aan de collimator is de condensor in een projector. Deze vormt echter geen evenwijdige bundel, maar verdeelt het licht zo gelijkmatig mogelijk over het af te beelden voorwerp. Idealiter beeldt de condensor de lichtbron af in de intreepupil van het objectief.

## Collimator voor röntgenstraling

Collimator

Omdat röntgenstraling niet met 'gewone' optica kan worden afgebogen, gebruikt men hier een stelsel van loodplaten die parallel naar elkaar toe of van elkaar af kunnen bewegen. Het is daarmee het onderdeel van een röntgenapparaat dat de stralingsbundel kan versmallen of verbreden. In feite bestaat een collimator uit twee stelsels van loodplaten, die onder een hoek van 90° ten opzichte van elkaar staan. Hiermee kan een stralingsbundel in de vorm van een variabele rechthoek worden gemaakt.
Deze manier van collimeren levert wel een verlies aan intensiteit op: stralen die onder een hoek invallen, worden door de loodplaten geabsorbeerd. Strikt genomen is het dan ook geen geometrisch-optisch, maar een fysisch-optisch systeem.
Tevens wordt met een spiegel onder een hoek van 45° een lichtbundel door de openingsrechthoek meegestuurd om de plaats van de straling te indiceren. Zodoende kunnen er meerdere opnames op eenzelfde fotoplaat gemaakt worden.
De gangbare Nederlandse benaming voor dit richtinstrument is lichtvizier. Het lichtvizier zorgt door diafragmeren voor het optisch instellen van de gewenste veldgrootte en is een wezenlijke veiligheidsvoorziening: het beperkt de stralingsbelasting en reduceert strooistraling.

## Collimator voor deeltjes
Bij bundels van (hoog)energetische elektrisch geladen deeltjes, zoals ionen of atoomkernen, wordt een collimator gebruikt om deeltjes die niet binnen een gewenst gebied vallen, weg te vangen. Hierdoor wordt in het algemeen het brongebied van de deeltjesbundel in een elektromagnetisch lenzenstelsel zodanig begrensd, dat een meer parallelle bundel ontstaat, die ook tot een kleinere 'spot' kan worden gefocusseerd. De collimator dient gemaakt te zijn van materiaal met voldoende dikte, geschikt om (a) de deeltjes af te remmen en/of te absorberen, (b) de warmte opgewekt door de invallende deeltjes af te voeren en (c) zo min mogelijk radioactief te worden. Voor intense bundels kunnen collimatoren een complexe structuur bezitten, opgebouwd uit zeer verschillende materialen. Voor bundels neutronen is, afhankelijk van de energie en toepassing, het ontwerpen van optimale collimatoren een bijzonder gecompliceerde en subtiele zaak. Voor andere elektrisch neutrale bundels, zoals atoom- en molecuulbundels, waarbij de deeltjes veelal een vrij lage energie hebben, kan een collimator eenvoudig en dun zijn.